# ARA Nueve de Julio (1936)
ARA Nueve de Julio – argentyński lekki krążownik. Nabyty od United States Navy 11 stycznia 1951, wcześniej służył pod nazwą USS „Boise” (CL-47). Był w służbie do 1978, a następnie został zezłomowany w Japonii.

## Służba
ARA „Nueve de Julio” (C-5) został zbudowany jako USS „Boise” w 1936 w stoczni  Newport News Shipbuilding and Dry Dock Company w Newport News. Był jednostką typu Brooklyn, noszącym nazwę pochodzącą od miasta Boise, stolicy stanu Idaho. Brał udział w działaniach II wojny światowej na Pacyfiku zanim został wycofany ze służby 11 lipca 1946. Został później sprzedany Marynarce Argentyńskiej 11 stycznia 1951.
W czasie służby pod banderą argentyńską brał udział w Revolución Libertadora.